# Якопо Ріккаті
Якопо Франческо Ріккаті (італ. Jacopo Francesco Riccati; 28 травня 1676 — 15 квітня 1754) — венеціанський математик і юрист із Венеції. Найбільш відомий своїми дослідженнями диференціального рівняння, яке носить його ім'я.

## Освіта
Ріккаті отримав освіту спочатку в єзуїтській школі для дворянства в Брешії, а в 1693 році вступив до Падуанського університету, де вивчав право. Отримав ступінь доктора права у 1696 році. Заохочуваний Стефано Анджелісом до занять математикою, вивчав математичний аналіз.

## Кар'єра
Ріккаті отримував різні академічні пропозиції, але відхиляв їх, щоб повністю присвятити свою увагу вивченню математичного аналізу самостійно. Петро Перший запрошував його до Росії як президента Петербурзької академії наук. Його також запрошували до Відня як імперського радника та запропонували посаду професора в Падуанському університеті. Він відхилив усі ці пропозиції.
Сенат Венеції часто консультувався з ним щодо будівництва каналів і дамб уздовж річок.
Деякі з його робіт щодо многочленів були, на прохання Ріккаті, включені Марією Гаетаною Аньєзі, до її книги про інтегральне числення Analytical Institutions.
Його іменем названо рівняння Ріккаті.

## Особисте життя
Його батько, граф Монтіно Ріккаті, походив зі знатного роду, який володів землями поблизу Венеції. Його мати була з могутнього роду Колонна . Батько помер у 1686 році, коли Ріккаті було лише десять років, залишивши юнакові гарний маєток.
Син Якопо, Вінченцо Ріккаті, єзуїт, пішов по стопах свого батька і став піонером у розробці гіперболічних функцій .
Другий син, Джордано Ріккаті, був першим, хто виміряв відношення модулів Юнга металів, випередивши більш відомого Томаса Янга на 25 років.

## Почесті
У 1723 році Якопо Ріккаті було названо почесним академіком Академії наук Болонського інституту .

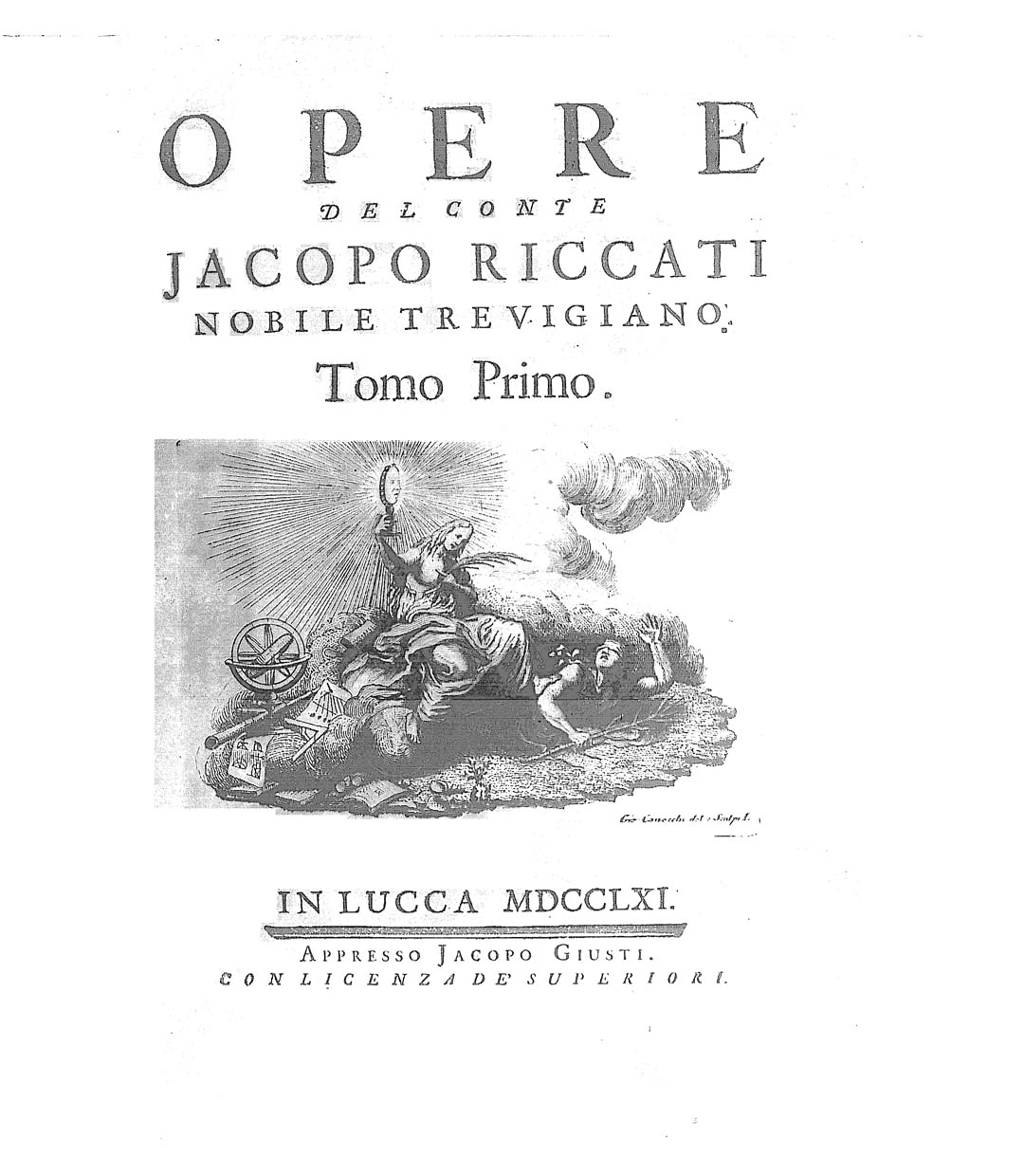
Опера, 1761